# Jan Kozlík
Jan Kozlík (* 4. ledna 1946 Mšeno) je český disident a mluvčí Charty 77, po sametové revoluci pracovník Bezpečnostní informační služby.

## Život
Jan Kozlík se narodil do evangelické rodiny Janovi a Miroslavě Kozlíkovým v Mšeně u Mělníka. V deseti letech mu zemřela matka. Výrazný vliv na něj měl evangelický farář mšenského sboru Josef Svoboda. Vyučil se elektrikářem, v roce 1968 maturoval na elektrotechnické průmyslovce. Na druhý pokus byl přijat (poprvé, v roce 1964, přijat nebyl, přestože úspěšně složil zkoušky) na Komenského evangelickou bohosloveckou fakultu v Praze. V roce 1972 byl vyloučen ze studia na nátlak Státní bezpečnosti za to, že v předešlém roce při výročí „Vítězného února“ sundal československou a sovětskou vlajku z budovy bohosloveckého semináře. I nadále žil v Praze, živil se jako elektrikář, revizní technik a topič. V roce 1977 podepsal Chartu 77, v letech 1983–1984 byl jedním z jejích mluvčích. Od roku 1988 se angažoval v Hnutí za občanskou svobodu.
Po sametové revoluci od března 1990 působil v prověrkové komisi na federálním ministerstvu vnitra, kam jej pozval Ladislav Lis. Stal se jedním ze zakladatelů Úřadu na ochranu ústavy a demokracie, po jeho transformaci na Bezpečnostní informační službu (BIS) působil v jejích službách až do odchodu do důchodu v roce 2012.
Jan Kozlík spolupracuje s časopisem Křesťanská revue a občas káže při bohoslužbách v rodném evangelickém sboru v Mšeně.